# Djurstadträsk
Djurstadträsk är ett naturreservat i Borgholms kommun i Kalmar län.
Området är naturskyddat sedan 1980 och är 87 hektar stort. Reservatet består av en stor agmyr omgivet av betesmarker.                          